# 吉沢明歩×○○
『吉沢明歩×○○』（よしざわあきほとまるまる）は、CS放送局・エンタ!371で放送されていたバラエティ番組。

## 番組概要
2005年にエンタ!371にて1年間放送された『アッキーと一緒』、2006年3月から毎月放送され9月に終了した『無添加・吉沢明歩』を受けて開始された吉沢明歩の冠番組。前2番組と異なりゲストを迎えるトークバラエティ番組となる。
概ね金曜第3週、00:30～01:00に放送。R15指定番組。
吉沢が新人女優を相手にトークを繰り広げる。

## 出演者
- 吉沢明歩

## 主なコーナー
吉沢明歩×○○
トークコーナー。新人女優の趣味、芸名の由来など基本的なプロフィールを聞き、吉沢が先輩として魅力をプロファイリングしていく。
サインを書いて
新人女優にサインを書いてもらう。サインの成り立ちなどもトークする。
トップ女優に質問しよう
トップ女優であるがゆえに新人女優からのむちゃぶりは断れない。新人女優は面と向かって質問するのは気が引けるということで、5枚のむちゃぶりカードの中から1枚を引き、吉沢が無理な設定など無理問答に応える。
水着でツーショット
番組最終コーナー。吉沢、新人女優がともに水着への着替えツーショット写真を撮影する。この際、吉沢は積極的にボディタッチを行うのが恒例だった。

## 放送リスト
| 放送回 | 放送日         | ゲスト     | 備考               |
| ------ | -------------- | ---------- | ------------------ |
| #1     | 2009年 4月17日 | 葵ぶるま   |                    |
| #2     | 5月9日         | 花美ひな   | 初回は05:00～05:30 |
| #3     | 6月19日        | 吉田花     |                    |
| #4     | 7月18日        | 上原カエラ | 初回は22:30～23:00 |
| #5     | 8月18日        | 恵けい     | 初回は23:30～00:00 |
| #6     | 9月19日        | 木下柚花   |                    |

## スタッフ
- 制作著作：つくばテレビ